# Gymnotus
Pour les articles homonymes, voir Gymnote.
Gymnotes
Genre
Les Gymnotes (Gymnotus) forment un genre de poissons d'eau douce d'Amérique centrale et du Sud. Ils ont tous des organes électriques (composés d'électroplaques ou électrocytes).
Les gymnotes vivent sur les rives des rivières encombrées de feuilles mortes et de racines ou dans les prairies inondées. Ce sont des prédateurs nocturnes qui se nourrissent d'insectes, de crustacés et de poissons. Ils produisent un champ électrique afin de localiser les objets, et peut-être pour communiquer.
Ses décharges électriques  peuvent atteindre les 600 volts.
Pour se déplacer ce poisson utilise une locomotion paraxiale. Plus précisément sa nage suit le mode ondulatoire anal, c’est-à-dire que seule sa nageoire caudale fonctionne.
Ce poisson apparaît dans l'album Tintin et les Picaros, dans lequel il électrocute le Capitaine Haddock après que celui-ci est tombé à l'eau.

## Description

### Neuro - anatomie
On peut distinguer dans la moelle épinière des poissons de ce genre deux populations principales de motoneurones : les motoneurones péripendymaux qui innervent la musculature axiale et les motoneurones ventraux qui innervent les muscles appendiculaires.
Les propriétés fonctionnelles des motoneurones de Gymnotus restent inexplorées. Cependant, les plus grands motoneurones situés dans le gris péripendymal ont été provisoirement identifiés comme les « motoneurones primaires » (PM) de l’animal. Les PMs sont situés en formant deux colonnes de chaque côté du canal central et sont caractérisés par leur grande taille (50-75 μm). Ils sont aussi caractérisés par quatre ou cinq troncs dendritiques épais et les voies intraspinales particulières de leurs axones.
Les muscles des nageoires pectorales reçoivent leur innervation des motoneurones situés dans la partie ventrale de la zone de transition entre la moelle et la moelle épinière.

### Organes électriques
Grâce à leurs organes électriques, les Gymnotus peuvent se déplacer dans les eaux turbides, par principe d’électrolocalisation.
La « force électrique » de ces poissons d'eau douce a été étudiée pour la première fois par Michael Faraday en 1838. Elle se manifeste habituellement par une série continue d'impulsions de basse tension avec une fréquence de 30-70 Hz avec une amplitude de 200 mV. Cette fréquence peut varier, afin d’éviter les interférences des signaux étrangers provenant de poissons voisins de la même espèce ou en réponse a des stimuli.
Les organes latéro-sensoriels spécialisés permettant cette adaptions sont appelés organes électro-récepteurs : ils détectent les changements de tension à la surface de leur corps. Ce faible champ électrique est généré par des cellules nerveuse ou musculaires spécialisées qui produisent des décharges électriques rythmiques d'organes (DEO). Ces DEO sont utilisés pour la navigation, la détection d’objets, la localisation, les comportements sexuels et sociaux.
L’organe électrique se trouve dans quatre tubes parallèles de chaque côté du poisson et est constitué d’électrocytes. Les tubes sont des isolants, et les courants produits par les électrocytes circulent longitudinalement en produisant des champs magnétiques circulaires L'isolation des tubes maximise également le flux de courant aux extrémités du poisson.
Les DEO sont produits sous forme d’impulsion discrètes non chevauchantes à haute fréquence (60-2000 Hz) ou à basse fréquence (1-120 Hz) avec des impulsions individuelles se chevauchant pour former un modèle de décharge quasi-sinusoïdal.

## Comportement
La majorité des études ayant été menées sur l’espèce Gymnotus carapo, on ne peut que supposer, par analogie, un comportement agressif et territorial envers tout autre individu (du même genre ou non).

### Liés aux organes électriques
Il existerait une relation entre les décharges électriques organiques et le comportement agonistique des espèces du genre.
De la même façon, les représentants du genre sont capables de discerner un « voisin amical » d'un "étranger potentiellement menaçant" uniquement grâce à la forme d'onde de la décharge électrique des organes.

## Reproduction
Les Gymnotus, comme la grande majorité des poissons, sont ovipares. Les mâles se chargent de la couvaison par couvaison buccale. Ces soins sont assurés grâce aux nids creusé précédemment pour les œufs et les larves.
Il n’est pas certain si les membres du genre présentent un dimorphisme sexuel, ce qui rendrait compliqué un potentiel élevage de Gymnotus.
Les testicules des males présentent cependant une forme différente de celle des téléosts en général, puisque ces derniers ont des gonades allongées et tubulaires avec des tubes aveugles.

## Alimentation
Les Gymnotus s'installent généralement près des berges de la rivière pendant la journée et se nourrissent la nuit, de matières végétales, de crevettes, de vers, d’invertébrés et de poissons, suivant un rythme nycthéméral.

## Distribution

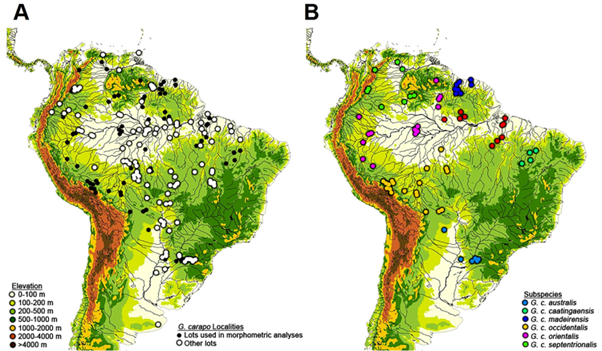
Distribution géographique des Gymnotus

Les Gymnotus sont distribués de manière hétérogène à travers l’Amérique centrale et l’Amérique du Sud. Des aires de répartitions plus spécifiques sont connues pour certaines espèces.

## Phylogénie
Les modèles écologiques suggèrent une histoire impliquant de nombreux exemples de spéciation, d'extinction, de migration et de coexistence en sympatrie des populations de Gymnotus. Actuellement, on distingue les populations de Gymnotus entre leurs clades endémiques d'Amérique centrale et d'Amérique du Sud.
De plus, le nombre d’espèce observés et découvertes du genre Gymnotus augmente rapidement. Depuis la révision des poissons-couteaux du Nouveau Monde par Francisco Mago-Leccia en 1994, 34 nouvelles espèces et 7 sous-espèces ont été découvertes. En plus, sept nouvelles sous-espèces ont été décrites en 2017.

## Liste des espèces
Selon ITIS :

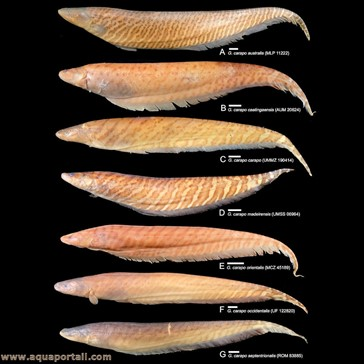
Eventail d’espèces de gymnotus

- Gymnotus anguillaris Hoedeman, 1962
- Gymnotus arapaima Albert et Crampton, 2001
- Gymnotus bahianus Campos-da-Paz et Costa, 1996
- Gymnotus carapo Linnaeus, 1758
- Gymnotus cataniapo Mago-Leccia, 1994
- Gymnotus choco Albert, Crampton et Maldonado in Albert et Crampton, 2003
- Gymnotus coatesi La Monte, 1935
- Gymnotus coropinae Hoedeman, 1962
- Gymnotus cylindricus La Monte, 1935
- Gymnotus diamantinensis Campos-da-Paz, 2002
- Gymnotus esmeraldas Albert et Crampton, 2003
- Gymnotus henni Albert, Crampton et Maldonado in Albert et Crampton, 2003
- Gymnotus inaequilabiatus (Valenciennes, 1842)
- Gymnotus javari Albert, Crampton et Hagedorn in Albert et Crampton, 2003
- Gymnotus jonasi Albert et Crampton, 2001
- Gymnotus maculosus Albert et Miller, 1995
- Gymnotus mamiraua Albert et Crampton, 2001
- Gymnotus melanopleura Albert et Crampton, 2001
- Gymnotus onca Albert et Crampton, 2001
- Gymnotus panamensis Albert et Crampton, 2003
- Gymnotus pantherinus (Steindachner, 1908)
- Gymnotus paraguensis Albert et Crampton, 2003
- Gymnotus pedanopterus Mago-Leccia, 1994
- Gymnotus stenoleucus Mago-Leccia, 1994
- Gymnotus sylvius Albert et Fernandes-Matioli in Albert et al., 1999
- Gymnotus tigre Albert et Crampton, 2003
- Gymnotus ucamara Crampton, Lovejoy et Albert, 2003